# Aguas Corrientes
Aguas Corrientes és un municipi de l'Uruguai, ubicat al departament de Canelones, 13 quilòmetres des de la capital departamental, 7 quilòmetres des de Santa Lucía i 56 quilòmetres al nord de Montevideo.
El seu nom deriva de la instal·lació de plantes de bombatge, filtrat i purificació de les aigües del riu Santa Lucía, als marges del qual va sorgir aquest centre poblat.

## Història
El riu Santa Lucía va ser elegit pel govern nacional com a font proveïdora d'aigua potable per la ciutat de Montevideo entre els anys 1867 i 1871. La primera planta va ser creada amb capitals anglesos i després va passar a les mans de l'estat el 1949.
El 1923 va ser declarat Pueblo de Aguas Corrientes i el 1971 va ser elevat a la categoria de vila. La zona és principalment agrícola encara que molt bona part de la seva població està vinculada laboralment a l'Usina d'OSE, la major planta d'aigua potable del país i qui proveeix d'aigua potable als departaments de Montevideo i Canelones.
Els marges del riu Santa Lucía originen un escenari turístic de platges, adequat per a càmping i esports nàutics.

## Població
D'acord amb les dades del cens de 2004, Aguas Corrientes tenia 1.095 habitants. Segons dades publicades pel govern de Canelones el 2010, la població era de 2.180 persones.
| Any  | Població |
| ---- | -------- |
| 1963 | 960      |
| 1975 | 1.001    |
| 1985 | 1.025    |
| 1996 | 1.046    |
| 2004 | 1.095    |
| 2010 | 2.180    |

Font: Institut Nacional d'Estadística de l'Uruguai

## Govern
L'alcalde del municipi d'Aguas Corrientes és Álvaro Alfonzo (Partit Nacional).